# Pile poil
Pour plus de détails, voir Fiche technique et Distribution.
Pile poil est un court-métrage français réalisé par Lauriane Escaffre et Yvonnick Muller, produit en 2018 et sorti en 2019, ayant remporté le César du meilleur court métrage lors de la 45e cérémonie des César en 2020.

## Synopsis
Un boucher aimerait bien que sa fille s'implique plus dans sa boucherie, mais elle veut plutôt passer le CAP d'esthéticienne. Les épreuves approchent et Elodie ne trouve pas de modèle pour l'épreuve d'épilation. Le jour même, son père se dévoue.

## Production
Le film a été tourné en grande partie en Normandie, notamment à Rouen, au Petit-Quevilly et à Oissel. 
Les deux réalisatrices comptent en faire un long métrage.

## Fiche technique
- Réalisation : Lauriane Escaffre et Yvonnick Muller
- Directrice de la photo : Noémie Gillot
- Musique : Hervé Rakotofiringa
- Montage : Sara Olaciregui
- Costumes : Hélène Chancerel
- Décorateurs : Emmanuelle Herondelle, Julien Renaud
- Production : Emmanuel Wahl, Adrien Bretet
- Société de production : Qui vive !
- Genre : comédie
- Durée : 21 minutes[3]
- Date de sortie : 2019

## Distribution
- Grégory Gadebois : Christophe Duvivier
- Madeleine Baudot : Elodie Duvivier
- Brigitte Masure : Mme Bernadoux
- Lauriane Escaffre : l'examinatrice

## Distinctions
Pile poil a remporté plusieurs prix dont
- le prix du court métrage OCS au festival international du film de comédie de l'Alpe d'Huez 2019[4] ;
- le prix du rire Fernand-Raynaud lors du Festival international du court métrage de Clermont Ferrand en 2019 ;
- le César du meilleur court métrage lors de la 45e cérémonie des César en 2020 ;
- une mention spéciale pour la meilleure actrice et meilleur acteur au Festival international du film d'Aubagne - Music & Cinema 2020[5].